# Igor Sikorsky
Igor Sikorsky (ukrainska: Ігор Іванович Сікорський, ryska: Игорь Иванович Сикорский, Igor Ivanovitj Sikorskij), född 25 maj 1889 i Kiev i Kejsardömet Ryssland, död 26 oktober 1972 i Easton i Connecticut, var en amerikansk flygpionjär.

## Biografi
Sikorsky emigrerade 1918 till USA. År 1923 grundade han Aero Engineering Corporation, som 1929 gick upp i United Aircraft, numera (2015) United Technologies. Under 1930-talet tillverkade Sikorsky främst stora flygbåtar och amfibieflygplan och 1939 började han utveckla världens första praktiskt användbara helikopter. Samma år genomförde han den första flygningen med en enkelrotorförsedd helikopter, den så kallade VS 300 som lyfte den 14 september 1939. Denna modell började serietillverkas 1942.

## Utmärkelser
Nedslagskratern Sikorsky på månen och asteroiden 10090 Sikorsky är uppkallade efter honom.